# El aura
El aura è un film del 2005 diretto da Fabián Bielinsky e interpretato da Ricardo Darín. Ha vinto il premio come miglior film per i critici argentini e il premio Fipresci al Festival dell'Havana.

## Trama
Esteban Espinosa, un mite e cinico tassidermista, che soffre di attacchi epilettici, è ossessionato dall'idea di compiere la rapina perfetta. Egli sostiene che i poliziotti siano troppo stupidi per capirne l'ingegno e risalire al colpevole, al pari dei ladri che non saprebbero come attuarla nel modo giusto, cosa che lui saprebbe fare grazie alla sua memoria fotografica e alle sue capacità di pianificazione strategica. Dopo che viene invitato a una battuta di caccia nella foresta della Patagonia, un incidente gli dà la possibilità di commettere il crimine perfetto che stava fantasticando.